# 7950 Berezov
7950 Berezov eller 1992 SS26 är en asteroid i huvudbältet som upptäcktes den 28 september 1992 av den sovjetisk-ryska astronomen Ljudmila Zjuravljova vid Krims astrofysiska observatorium på Krim. Den är uppkallad efter staden Berezov i Chantien-Mansien.
Asteroiden har en diameter på ungefär 24 kilometer.